# Costituzione francese del 1791

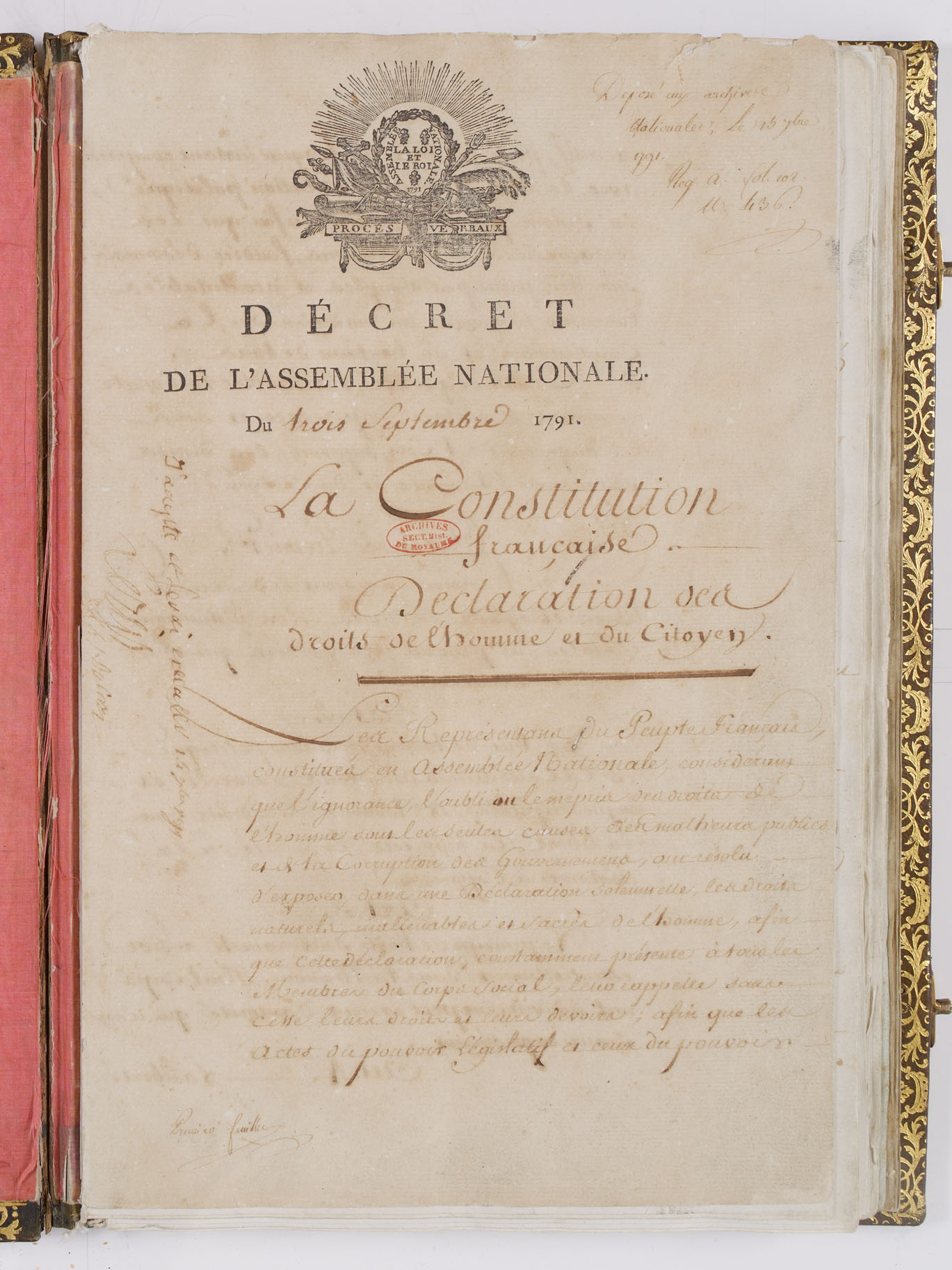
Costituzione del 1791

La Costituzione francese del 1791 è la carta costituzionale approvata il 3 settembre 1791 in ottemperanza a quanto previsto dalla Dichiarazione dei diritti dell'uomo e del cittadino del 1789. Essa rese la Francia un regno retto da una monarchia costituzionale.
L'art. 6 della Dichiarazione dei diritti dell'uomo e del cittadino riconosceva a «tutti i cittadini» il diritto di partecipare «direttamente o tramite i loro rappresentanti alla sua [della legge] formazione»; ma secondo la carta del 1791 i "cittadini", sulla base del loro censo, venivano distinti in "attivi" e "passivi": questi ultimi, meno abbienti, non avevano diritto di voto.
La Costituzione fu promulgata il 14 settembre 1791 da Luigi XVI, che nello stesso giorno, giurò inoltre di rimanere fedele a quest'ultima.

## Caratteristiche della costituzione
La Costituzione prevedeva una monarchia limitata: la monarchia di diritto divino era finita con il simbolico cambiamento del titolo assegnato al Re, non più "di Francia", ma "per grazia di Dio e Costituzione dello Stato, re dei Francesi", dato che la sovranità apparteneva alla Nazione, intesa come quel gruppo di soggetti che sentono di condividere un destino comune per tradizione di vita associata formatasi per una comunanza di elementi, come razza, religione, territorio, lingua. Inoltre la Costituzione abolì la nobiltà in Francia, creando leggi uguali per tutti e a livello locale, le precedenti divisioni geografiche feudali furono abolite e il territorio dello Stato francese fu diviso in diverse unità amministrative, dipartimenti (départements), ma con il principio del centralismo.
La Costituzione sancì per la prima volta la separazione dei tre poteri dello Stato (legislativo, esecutivo, giudiziario), due dei quali (legislativo ed esecutivo) erano stati precedentemente citati, ancorché non espressamente definiti, nella Dichiarazione dei diritti dell'uomo e del cittadino del 1789.
La Costituzione codificava espressamente i tre poteri negli articoli 3, 4 e 5 del Titolo III.
Il potere legislativo veniva affidato ora all'Assemblea nazionale legislativa, composta di 745 deputati ed eletta per la durata di due anni.
L'elezione dei deputati avveniva in due successivi gradi, a suffragio ristretto su base censitaria: il corpo dei cittadini attivi (coloro che pagavano tasse per un valore corrispondente ad almeno tre giornate lavorative) eleggeva al suo interno gli "elettori" ai quali spettava la successiva elezione dei deputati; gli "elettori" dovevano essere titolari di beni valutati nei ruoli tributari per un valore che poteva andare dalle cento alle quattrocento giornate lavorative.
Gli "elettori" a loro volta potevano eleggere come deputato all'Assemblea Nazionale qualsiasi cittadino attivo ("Sezione III. – Assemblee elettorali. Nomina dei rappresentanti - Art. 3. Tutti i cittadini attivi, quale che sia il loro stato, professione o tributo, potranno essere eletti rappresentanti della Nazione").
Il potere esecutivo rimase nelle mani del Re, che lo esercitava tramite la scelta di alcuni ministri, che componevano il gabinetto di governo presieduto dal Re, anche se non all'interno del Parlamento per evitare conflitti di interesse. Il Re inoltre possedeva tuttavia un potere di veto sospensivo sui provvedimenti approvati dall'Assemblea, per i quali era richiesto l'assenso reale, ma questo veto «non può applicarsi né alle leggi costituzionali, né alle leggi fiscali, né alle deliberazioni concernenti la responsabilità dei ministri» che possono essere messi in stato d'accusa dall'Assemblea, alla quale rimaneva invece il controllo sulla condotta degli Affari esteri del Capo dello Stato.
Il potere giudiziario passò invece dalle mani del Re ai magistrati, che non potevano più essere da lui nominati ma dovevano essere eletti con le medesime procedure previste per l'elezione dell'Assemblea nazionale legislativa.

## Conseguenze e sviluppi
L'equilibrio precario tra Re e Assemblea si modificò progressivamente a favore di quest'ultima e da monarchia costituzionale pura si scivolò in breve verso una monarchia parlamentare. Con l'esautoramento completo di Luigi XVI, dopo l'avvio (aprile 1792) ed il pessimo andamento iniziale della guerra, l'Assemblea cedette il posto ad una Convenzione Nazionale, eletta per redigere una nuova Costituzione. La convenzione elesse Robespierre come suo primo deputato; è stata la prima assemblea in Francia eletta a suffragio universale maschile. Successivamente la convenzione dichiarò la Francia repubblica il 21 settembre 1792.